# José Mandaluniz
José Mandaluniz Ealo (Galdácano, Vizcaya, 19 de marzo de 1910 - 15 de mayo de 1973) fue un futbolista español que jugaba como delantero.
Era primo del también futbolista José Iraragorri.

## Trayectoria
En 1928 se incorporó al Athletic Club, con el que participó en la primera Liga de la historia logrando tres tantos en nueve encuentros. Después, en 1930, firmó por el Arenas Club y en 1931 se unió al Real Madrid, donde sólo jugó encuentros amistosos. Regresó al Athletic en 1933, aunque sólo jugó una docena de partidos en la siguiente temporada. Por tanto, en 1935 fichó por el Real Club Deportivo Español. 
Tras el estallido de la Guerra Civil, y después de haber sido encarcelado en Laredo, se marchó a Francia a jugar al Stade Français. En 1939 se incorporó al FC Rouen, con el que se proclamó máximo goleador del Championnat de Francia en 1942 con 17 tantos. En 1945 regresó al Stade Français parisino y, dos años más tarde, comenzó su etapa como entrenador. Entre 1947 y 1949 entrenó al CEP Lorient y en la temporada 1949-50 fue entrenador del Barakaldo CF. Al acabar la temporada estuvo a punto de hacerse cargo del Athletic Club, pero el General Moscardó le amenazó con detenerle por lo que aceptó la oferta del FC Rouen, donde actuó como jugador-entrenador el primer año y ya únicamente como entrenador al siguiente. Tras esto, decidió establecerse en Venezuela donde fallecería.

## Clubes
| Club                        | País    | Año       |
| --------------------------- | ------- | --------- |
| Athletic Club               | España  | 1928-1930 |
| Arenas Club                 | España  | 1930-1931 |
| Real Madrid                 | España  | 1931-1932 |
| Athletic Club               | España  | 1933-1935 |
| Real Club Deportivo Español | España  | 1935-1936 |
| Stade Français              | Francia | 1936-1937 |
| FC Rouen                    | Francia | 1939-1945 |
| Stade Français              | Francia | 1945-1947 |
| FC Rouen                    | Francia | 1950-1951 |